# Thermen-Zwergquellschnecke
Die Thermen-Zwergquellschnecke (Belgrandiella parreyssii, Syn.: Bythinella parreyssii, Paludina parreyssii) ist eine sehr kleine, in Niederösterreich endemische Art der Zwergquellschnecken in der Familie der Wasserdeckelschnecken (Hydrobiidae).

## Merkmale
Das rechtsgewundene, gedrungen eiförmige, durchsichtige Gehäuse der Thermen-Zwerg-Quellschnecke erreicht eine Länge von 1,3 mm und eine Breite von 0,9 mm bei etwa dreidreiviertel Umgängen. Die Gehäusemündung ist zur Wand hin verdickt und weist an der Basis einen erweiterten Mundsaum auf. Der Nabel ist geschlossen. Das Operculum hat eine rotbraune bis kirschrote Färbung. Die in ihren Bewegungen sehr lebhafte Schnecke ist schwarz, grau oder auch weiß mit einem schmalen, kurzen Rüssel, einem kurzen Fuß und langen, haarförmigen Fühlern.

## Verbreitung und Lebensweise
Die Thermen-Zwergquellschnecke ist stenotherm und lebt ausschließlich in warmem Quellwasser unter Steinen. Diese Bedingungen hat sie in der etwa 23,5 °C warmen Thermalquelle von Bad Vöslau und dem von ihr gespeisten Hansybach in Niederösterreich, ihrem einzigen bekannten Vorkommen. Seit den 1970er Jahren haben die Bestände stark abgenommen, weshalb die Art von IUCN als stark gefährdete Art eingestuft wird.